# Maisoncelle-Saint-Pierre
Maisoncelle-Saint-Pierre là một xã thuộc tỉnh Oise trong vùng Hauts-de-France tây bắc nước Pháp. Xã này nằm ở khu vực có độ cao trung bình 120 mét trên mực nước biển.